# Brastads landskommun
Brastads landskommun var en tidigare kommun i dåvarande  Göteborgs och Bohus län.

## Administrativ historik
När 1862 års kommunalförordningar började gälla inrättades över hela landet cirka 2 400 landskommuner, de flesta bestående av en socken. Därutöver fanns 89 städer och 8 köpingar, som då blev egna kommuner. Denna kommun bildades då i Brastads socken i Stångenäs härad i Bohuslän.
Vid kommunreformen 1952 uppgick kommunen i Stångenäs landskommun som 1971 uppgick i Lysekils kommun.

## Politik

### Mandatfördelning i Brastads landskommun 1938-1946
| 16 | 2 | 2 | 5 |

| 23 |

| 16 | 9 |

| 22 |

| 15 | 3 | 3 | 4 |

| 22 |